# Panarian
Panarian is een bestuurslaag in het regentschap Padang Lawas van de provincie Noord-Sumatra, Indonesië. Panarian telt 665 inwoners (volkstelling 2010).